# پانا (پومپوئی)

پانا شهری در شهرستان پومپوئی در استان باله در بورکینافاسوی جنوبی است و جمعیت آن ۸۱۲ نفر است.